# Rób swoje!
Rób swoje! (hindi Dil Chahta Hai / दिल चाहता है, urdu دل چاہتا ہے) – bollywoodzki dramat miłosny z 2001 w reżyserii debiutanta Farhana Akhtara. W rolach głównych wystąpili sławni aktorzy indyjscy Aamir Khan, Saif Ali Khan i Preity Zinta. Tematem filmu są losy trzech przyjaciół, ich różne postawy do życia, szukanie miłości i jednanie się ze sobą mimo konfliktów w przyjaźni.

## Fabuła
Trzech młodych przyjaciół połączonych wspólną nauką i zabawą. Każdy z nich przyjmuje w życiu inną postawę. Akash (Aamir Khan) to niewierzący w miłość playboy. W obawie przed rozczarowaniem unika trwałych związków. Sameer (Saif Ali Khan) daremnie próbuje znaleźć sobie kogoś na całe życie. Sid (Akshaye Khanna), malarz, który skrycie kocha starszą od siebie samotną kobietę Tarę. Ona zaś topi ból w alkoholu z powodu rozpadu małżeństwa i braku kontaktu z córką. W życiu trojga przyjaciół następują zmiany w chwili, gdy rodzice aranżują Sameerowi małżeństwo z nieznajomą kobieta, a Sid i Akash zrywają przyjaźń po tym, jak Akash rani swojego przyjaciela wyśmiewając się z jego miłości. Akash na polecenie swego ojca wyjeżdża do Australii. Ma tam doglądać interesów rodzinnej firmy. Osamotniony w Sydney spotyka Shalin (Preity Zinta), z której kiedyś publicznie zażartował w Indiach błazeńsko wyznając jej miłość.

## Obsada
- Aamir Khan: Akash Malhotra
- Saif Ali Khan: Sameer
- Akshaye Khanna: Siddharth Sinha ('Sid')
- Preity Zinta: Shalini
- Sonali Kulkarni: Pooja
- Dimple Kapadia: Tara Jaiswal
- Samantha Tremayne: Deepa
- Ayub Khan – aktor: Rohit
- Rajat Kapoor: wujek Shalini
- Suhasini Mulay: matka Sida
- Suchitra Pillai-Malik: Priya

## O twórcach filmu
- Reżyser i scenarzysta: Farhan Akhtar – Lakshya 2004, Don 2006, Rock on!! 2008 – Nagroda Filmfare za Najlepszy Debiut
- Muzyka: Shankar-Ehsaam-Loy – Misja w Kaszmirze 2000, Gdyby jutra nie było 2003, Bunty i Babli 2006, Nigdy nie mów żegnaj 2006 i Don 2006
- Choreografia: Farah Khan – Żona dla zuchwałych 1995, Dil Se 1998, Coś się dzieje 1998, Fiza 2000, Monsunowe wesele 2001, Czasem słońce, czasem deszcz 2001, Aśoka Wielki 2001 Gdyby jutra nie było 2003, Chalte Chalte 2001 Jestem przy tobie 2004, Sekret 2005, Nigdy nie mów żegnaj 2006 i Don 2006
- Dialogi i teksty piosenek: Javed Akhtar – scenarzysta kultowego filmu z 1975 roku Sholay, 7-krotnie nagrodzony Filmfare za teksty piosenek m.in. w filmach 1942 – A Love Story ("Ek Ladki"), Lagaan ("Mitwa"), Gdyby jutra nie było ("Kal Ho Naa Ho") i Veer-Zaara ("Tere Liye"), Księżniczka i cesarz ("Jashn E Bahara")

## Piosenki
6 piosenek skomponowanych przez Shankar-Ehsaan-Loy do słów Javed Akhtara
- Koi Hahe, Kehta Rahe – Shankar Mahadevan, Shaan, Kay Kay
- Jaane Kyon – Udit Narayan, Alka Yagnik
- Kaisi Hai Yeh Rui – Srinivas
- Woh Ladki Hai Kahan – Shaan, Kavita Subramanium
- Tanhayee – Sonu Nigam
- Dil Chahta Hai – Shankar Mahadevan

## Nagrody
- Nagroda Filmfare dla Najlepszego Aktora Drugoplanowego (Akshaye Khanna)
- Nagroda Filmfare dla Najlepszego Aktora Komediowego (Saif Ali Khan)
- Nagroda Krytyków Filmfare dla Najlepszego Filmu (Farhan Akhtar)
- Nagroda Filmfare za Najlepszy Scenariusz (Farhan Akhtar)
- Nagroda Filmfare za Najlepszą Choreografię (Farah Khan)
- Nagroda Filmfare za Najlepszy Montaż (A. Sreekar Prasad)
- Nagroda Filmfare RD Burman za Nowy Talent w Muzyce (Shankar-Ehsaan-Loy) –

## Nominacje do nagród
- nominacja- Nagroda Filmfare dla Najlepszego Aktora – Aamir Khan.
- nominacja- Nagroda Filmfare dla Najlepszego Filmu – Farhan Akhtar.
- nominacja- Nagroda Filmfare dla Najlepszego Reżysera – Farhan Akhtar.
- nominacja- Nagroda Filmfare za Najlepszą Muzykę – Shankar-Ehsaan-Loy.
- nominacja- Nagroda Filmfare dla Najlepszego Solistę – Shaan, "Koi Kahe Kehta Rahe".
- nominacja- Nagroda Filmfare dla Najlepszej Solistki – Alka Yagnik, "Jaane Kyon".